# Chojny Młode (gromada)
Chojny Młode – dawna gromada, czyli najmniejsza jednostka podziału terytorialnego Polskiej Rzeczypospolitej Ludowej w latach 1954–1972.
Gromady, z gromadzkimi radami narodowymi (GRN) jako organami władzy najniższego stopnia na wsi, funkcjonowały od reformy reorganizującej administrację wiejską przeprowadzonej jesienią 1954 do momentu ich zniesienia z dniem 1 stycznia 1973, tym samym wypierając organizację gminną w latach 1954–1972.
Gromadę Chojny Młode z siedzibą GRN w Chojnach Młodych utworzono – jako jedną z 8759 gromad – w powiecie łomżyńskim w woj. białostockim, na mocy uchwały nr 18/V WRN w Białymstoku z dnia 4 października 1954. W skład jednostki weszły obszary dotychczasowych gromad Chojny Młode, Chojny Stare, Chojny Naruszczki, Leopoldowo, Sulki, Sławiec, Sierzputy Stare, Sierzputy Młode i Grzymały Szczepankowskie ze zniesionej gminy Szczepankowo w tymże powiecie. Dla gromady ustalono 12 członków gromadzkiej rady narodowej.
31 grudnia 1959 z gromady Chojny Młode wyłączono wieś Sławiec włączając ją do znoszonej gromady Mątwica, po czym gromadę Chojny Młode zniesiono włączając jej (pozostały) obszar do gromad Szczepankowo (wsie Chojny Młode, Chojny Stare, Chojny-Naruszczki, Grzymały Szczepankowskie, Leopoldowo i Sulki oraz przysiółek Korytki Borowe) i Kupiski Stare (wsie Sierzputy Młode i Sierzputy Stare).